# Matisia sulcata
Matisia sulcata är en malvaväxtart som först beskrevs av José Cuatrecasas, och fick sitt nu gällande namn av José Cuatrecasas. Matisia sulcata ingår i släktet Matisia och familjen malvaväxter. Inga underarter finns listade i Catalogue of Life.